# Con gli occhi chiusi e i pugni stretti/Senza un'ombra d'amore
Con gli occhi chiusi e i pugni stretti/Senza un'ombra d'amore è il primo singolo di Franco Simone, pubblicato nel 1972 su vinile a 45 giri Ri-Fi numero RFN NP 16501 STEREO.

## Tracce
- Lato A - Con gli occhi chiusi (e i pugni stretti) - (F.Simone) - 3:45
- Lato B - Senza un'ombra d'amore - (F.Simone) - 3:28

Il brano Con gli occhi chiusi (e i pugni stretti) ha vinto il 1º premio del Festival di Castrocaro del 1972.

## Spartiti musicali e testi canzoni

### Fascicoli monografici
- 1972 Franco Simone - Con gli occhi chiusi (e i pugni stretti) - Senza un'ombra d'amore - RI-FI Music
- 1976 Franco Simone e le sue canzoni - lp "Il poeta con la chitarra" - RI-FI Music

## Album 33 giri
- 1972 - Se di mezzo c'è l'amore (Ri-Fi, RDZ-ST S 14226)